# Kotu Point
Kotu Point är en udde i Gambia.   Den ligger i kommunen Kanifing, i den västra delen av landet, 15 km väster om huvudstaden Banjul.